# Red Torpedo
Red Torpedo è un personaggio dei fumetti DC Comics. Debuttò in Crack Comics n. 1 (maggio 1940).

## Biografia del personaggio
Jim Lockhart fu un capitano di marina fino al pensionamento avvenuto nel 1940. Incapace di mettere radici, cominciò a creare un sottomarino da un uomo solo conosciuto come il "Red Torpedo". Utilizzando i dispositivi a bordo, divenne il pacificatore dei mari, il "Robin Hood degli Abissi". Il suo ruolo come eroe nella Quality consistette del fumetto Crack Comics dal n. 1 al n. 20. Il suo nemico più comune fu Squalo Nero, una specie di pirata.
Ore prima dell'attacco a Pearl Harbor, Red Torpedo fu reclutato da Zio Sam per unirsi ai Combattenti per la Libertà e difendere la base. Cadde con gli altri eroi e dato per morto. Più tardi, fu rivelato che non era morto, ma dopo di ciò si ritirò.

### Dopo la guerra
Red Torpedo fu visto aiutare lo Starman del 1951 nella costruzione della sua nave spaziale, il Flying Star. Fu visto di recente come uno degli amministratori della Casa Windward in Aquaman: Spada di Atlantide, insieme ad Elsa Magnusson, vedova di Mark Merlin.

### Androide
Una nuova Red Tornado femminile ha debuttato in Red Tornado n. 1 (novembre 2009).